# Pružanj
Pružanj (cyr. Пружањ) – wieś w Serbii, w okręgu raskim, w gminie Tutin. W 2011 roku liczyła 142 mieszkańców.